# Kate Courtney
Kate Courtney (San Francisco, 29 d'octubre de 1995) és una esportista estatunidenca que competeix en ciclisme de muntanya a la disciplina de cross-country olímpic.
Va guanyar dues medalles en el Campionat Mundial de Ciclisme de Muntanya, or en 2018 i plata en 2019.

## Palmarès internacional
| Campionats Mundials | Campionats Mundials        | Campionats Mundials | Campionats Mundials         |
| Any                 | Lloc                       | Medalla             | Competició                  |
| ------------------- | -------------------------- | ------------------- | --------------------------- |
| 2018                | Lenzerheide ( Suïssa)      | 1                   | Cross-country olímpic (XCO) |
| 2019                | Mont-Sainte-Anne ( Canadà) | 2                   | Cross-country relay (XCR)   |